# Juan Bautista Aznar Cabañas

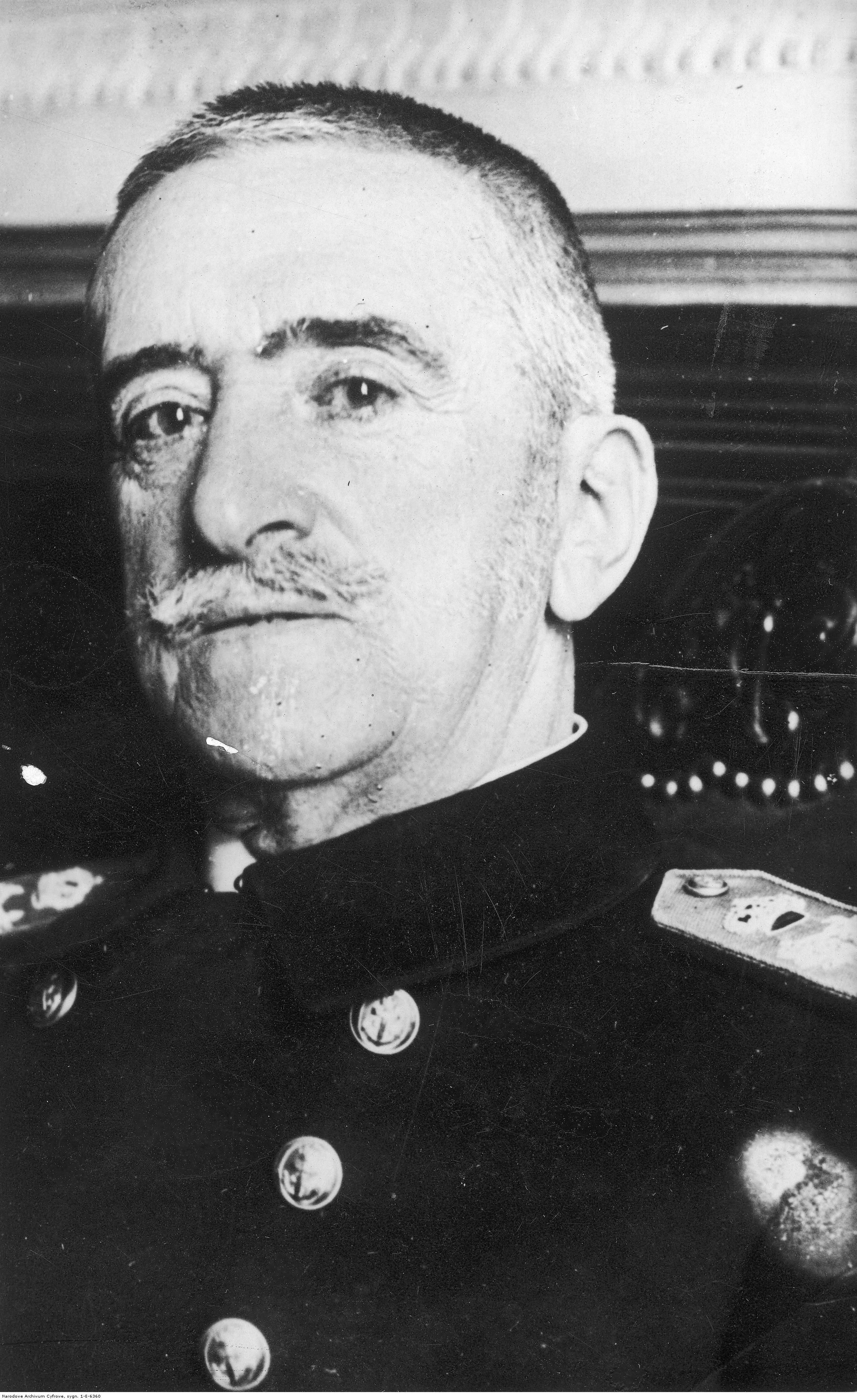
Juan Bautista Aznar

Juan Bautista Aznar Cabañas (* 5. September 1860 in La Coruña; † 19. Februar 1933 in Madrid) war ein spanischer Admiral, Politiker und Ministerpräsident Spaniens (Presidente del Gobierno).

## Biografie

### Militärische und politische Laufbahn
Nach der Schulausbildung trat er in die Kriegsmarine ein, wo er im Laufe seiner Laufbahn bis zum Admiral aufstieg. Während des Rifkrieges von 1921 war er Oberkommandierender der Kriegsmarine in Marokko.
Nach seiner Rückkehr nach Spanien wurde er am 16. Februar 1923 als Marineminister (Ministro de Marina) in das Kabinett von Manuel García Prieto berufen, dem er bis zum Ende von dessen Amtszeit am 15. September 1923 angehörte. Bei den Wahlen vom 13. Mai 1923 wurde er darüber hinaus zum Senator gewählt, wo er für eine Wahlperiode die Interessen der Provinz Cáceres vertrat. 1925 erfolgte seine Beförderung zum Admiral.
Während der nachfolgenden Militärdiktatur gehörte er zum Kreis der Unterstützer von Diktator Miguel Primo de Rivera. Durch diesen wurde er am 12. September 1927 zum Abgeordneten des Deputiertenkongresses (Congreso de los Diputados) ernannt, dem er für eine Wahlperiode bis zum 28. Juni 1931 angehörte.

### Letzter Ministerpräsident von König Alfons XIII.
Als Nachfolger von Generalleutnant Dámaso Berenguer Fusté wurde er am 18. Februar 1931 zum Ministerpräsidenten Spaniens (Presidente del Gobierno) ernannt und bildete als solcher die letzte Regierung während der Herrschaft von König Alfons XIII.
In seiner Regierung existierten zwei unterschiedliche monarchistische Strömungen: Zum einen die kronloyale Hochbourgeosie (Dura) unter Entwicklungsminister Juan de la Cierva y Peñafiel, zum anderen die gemäßigtere, nachgiebigere Richtung (Blanda oder Transigente), die unter ihrem Führer, Außenminister Álvaro Figueroa Torres, in den Verhandlungen im Gefängnis von Madrid (Cárcel Modelo de Madrid) eine Annäherung an die republikanischen Parteien suchte. Zum Ausgleich und zur Vermittlung zwischen diesen Gruppen berief er neutrale Politiker wie den Innenminister José María de Hoyos y Vinent de la Torre O’Neill. Armeeminister blieb sein Amtsvorgänger Berenguer Fusté, während er die beiden früheren Ministerpräsidenten García Prieto und Gabino Bugallal Araújo als Justizminister und Wirtschaftsminister ebenfalls in seine Regierung berief.
Als aus den Kommunalwahlen vom 12. April 1931 die antimonarchistischen Republikanischen Parteien als Sieger hervorgingen, forderten die ultramonarchistischen Kräfte um Bugallal Araúja den Einsatz der Guardia Civil, was deren Generaldirektor, Oberst José Sanjurjo, jedoch verweigerte. Zwei Tage darauf trat Aznar Cabañas nach der Ausrufung der Zweiten Republik vom Amt des Ministerpräsidenten zurück und übergab die Macht an Niceto Alcalá-Zamora.
Für seine politischen und militärischen Verdienste wurde er 1931 zum Ritter des Ordens vom Goldenen Vlies (Orden del Toisón de Oro) ernannt.